# 坎普博尼托 (亞利桑那州)
坎普博尼托（英語：Camp Bonito）是位於美國亞利桑那州皮納爾縣的一個人口普查指定地區。根據2010年美國人口普查，該地共人口74人，而該地的面積約為10.40平方千米。

## 地理
坎普博尼托的座標為32°33′46″N 110°41′54″W / 32.56278°N 110.69833°W，而該地最高點為海拔高度1465米（即4806英尺）。